# Herbier et musée botanique de l'université de Bologne
L'herbier et le musée botanique (en italien : Erbario e museo botanico dell'Università di Bologna) font partie d'un pôle muséal dénommé Sistema museale di Ateneo de l'Alma Mater Studiorum – université de Bologne. Ils sont situés au 42 via Irnerio.

## L'herbier
L'herbier de l'université de Bologne est l'un des plus anciens d'Europe. Il conserve les collections de plantes séchées collectées à partir du XVIe siècle, et contient actuellement environ 130 000 spécimens, provenant du monde entier. Un catalogage informatique complet des collections est en cours.
Depuis le XVIe siècle, l'université de Bologne est un des principaux sièges de la culture botanique italienne.  Luca Ghini est le plus célèbre et le premier à réaliser des herbiers à Bologne et la création d'herbiers avec de vrais plantes séchées remplaçait l'herbier illustré d'alors. Comme l'herbier de Luca Ghini est introuvable, certains de ses échantillons sont néanmoins présents dans celui de son élève, Ulisse Aldrovandi.
Outre l'herbier d'Ulisse Aldrovandi, diverses collections réalisées entre les XVIe et XVIIIe siècles, sont aujourd'hui conservées à Bologne dont un herbier anonyme, datant de la fin du XVIe  et du début du  XVIIe siècle, examiné vers 1890 par Giovanni Ettore Mattei (it) qui en a attribué la paternité à Giacomo Zanoni, directeur et professeur du jardin botanique de Bologne. Antonio Baldacci, également professeur, étudia l'herbier anonyme sans toutefois réussir à lui attribuer un auteur. D'autres notes l'attribueraient aux frères Jean et Gaspard Bauhin.
Un herbier aussi digne d'intérêt est celui provenant d'un manuscrit médiéval : sur ce dernier, vraisemblablement réalisé au XVIe siècle, sont collées 214 plantes. Les œuvres de Pietro Andrea Mattioli sont à la base des identifications des plantes de cet herbier.
Après le XVIe siècle, l'herbier devient un système de collection de plus en plus populaire. À Bologne sont conservés, entre autres, les herbiers de Giuseppe Monti et de Ferdinando Bassi, réalisés entre 1722 et 1770.
Grâce aux grands voyages d'exploration géographique, c'est au  XIXe siècle que les collections de l'herbier atteignent leur plus grand développement et conduisent à une importante augmentation des études sur la flore exotique,  de même  que s'approfondissent les recherches sur la flore nationale. À cette même période sont réalisées à Bologne, par Antonio Bertoloni, deux collections, l'une nommée Hortus siccus Exoticus rassemblant  près de douze mille plantes du monde entier, notamment du Guatemala, des Antilles, d'Inde, d'Irak  et la seconde appelée l'Hortus siccus Florac Italicae, avec des spécimens de plantes provenant du territoire italien et  utilisé par le savant pour la rédaction de la Flora Italica.
Toujours au XIXe siècle, Lodovico Caldesi (it) se consacre surtout à l'étude des espèces sauvages du territoire de Faenza : les études sur cette flore sont publiées en fascicule sur le  « Nuovo Giornale Botanico Italiano  » sous le titre de Florae Faventinae Tentamen.
Au cours du XXe siècle, la collection la plus importante réalisée et conservée à Bologne est l'œuvre d'Emilio Chiovenda, éminent professeur de botanique et spécialiste de la flore italienne, ainsi que de celle de l'Afrique orientale (Érythrée et de Somalie), celle du Rwenzori et d'autres régions du continent africain. À Bologne sont conservés environ 20 000 échantillons appartenant à son herbier.

### Principaux herbiers historiques
- Herbier d'Ulisse Aldrovandi
- Herbiers d'Antonio Bertoloni

### Herbiers mineurs
- Herbier de Jean et Gaspard Bauhin (it)
- Herbier de Ferdinando Bassi (it)

## Musée botanique
Le petit musée botanique, annexé à l'herbier, permet d'exposer dans ses vitrines quelques spécimens  accompagnés de planches illustrant l'histoire des collections et des botanistes bolonais.

### Sources
- (it) Cet article est partiellement ou en totalité issu de l’article de Wikipédia en italien intitulé « Erbario e museo botanico dell'Università di Bologna » (voir la liste des auteurs).